# Retable de Sainte-Colombe
Le Retable de Sainte-Colombe ou Autel des trois rois est un triptyque (encore appelé Triptyque de l'Adoration des mages) du peintre primitif flamand Rogier van der Weyden, exposé à l'Alte Pinakothek de Munich. Peint à l'huile sur panneau de chêne, le tableau a été achevé en 1455. La partie centrale mesure 139,5 × 152,9 cm, les volets latéraux 139,3 × 2,7 cm.

## Historique
Le triptyque tire son nom de son lieu d'origine, l'église Sainte-Colombe de Cologne. On en ignore le commanditaire. Il est possible que le patricien de Cologne Goddert von dem Wasservass l'ait commandé à Rogier van der Weyden vers 1450. En tout cas, l'autel se trouvait dans la Marienkapelle, construite en 1458-1464 par le maire de Cologne, Johann Rink. Rogier se rendit à Rome en 1450, et en chemin, il a vu le Retable des saints patrons de Stefan Lochner à Cologne. Le retable de Sainte-Colombe peut être vu comme la tentative de Rogier de dépasser cette œuvre. En regardant le triptyque de Lochner, on reconnaît par exemple une jeune femme à côté de sainte Ursule en vert, que l'on aperçoit ici sur le panneau droit. L'œuvre de Rogier est plus réaliste, sur fond de ville, tandis que le retable de Lochner est éthéré et les scènes se déroulent sur un fond d'or. Le retable (alors dans la collection Boisserée) a été acquis en 1827 par l'Alte Pinakothek de Munich, et y est toujours exposé, dans la salle I, où il est l'une des œuvres principales.

## Description

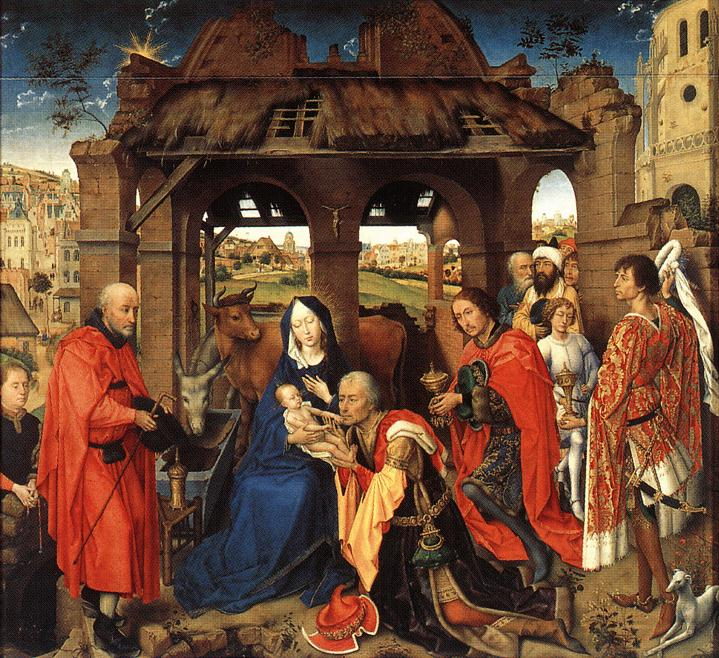
Panneau central.

Le panneau central représente l'Adoration des mages entrant en longue procession. La Sainte Famille est dans une écurie à moitié ruinée. Au centre est assise Marie avec l'Enfant, qui est adoré par l'aîné des rois agenouillé. Le plus jeune roi à droite est parfois interprété comme un portrait idéalisé de Charles le Téméraire. Le donateur est agenouillé à l'extrême gauche derrière Joseph. Derrière l'étable s'ouvre un vaste paysage avec des collines et une ville et à l'extrême droite, on peut voir une partie d'un temple.
Sur le panneau de gauche se trouve l'Annonciation de Marie. La scène se déroule dans une magnifique chambre. L'ange salue Marie, le Saint-Esprit plane à travers la fenêtre symbolisée par une colombe et des lys se dressent sur le sol comme symbole de la virginité.
L'aile droite montre la Présentation de Jésus au Temple quarante jours après sa naissance. La prophétesse Hannah reconnaît Jésus comme le Sauveur et le vieux Siméon, qui ne pouvait mourir avant d'avoir vu le Sauveur, entonne sa louange (le nunc dimittis). Une servante prépare des colombes pour le sacrifice prescrit tel que décrit dans l'évangile de Luc : « une paire de colombes, ou deux jeunes colombes ». 

Panneaux latéraux
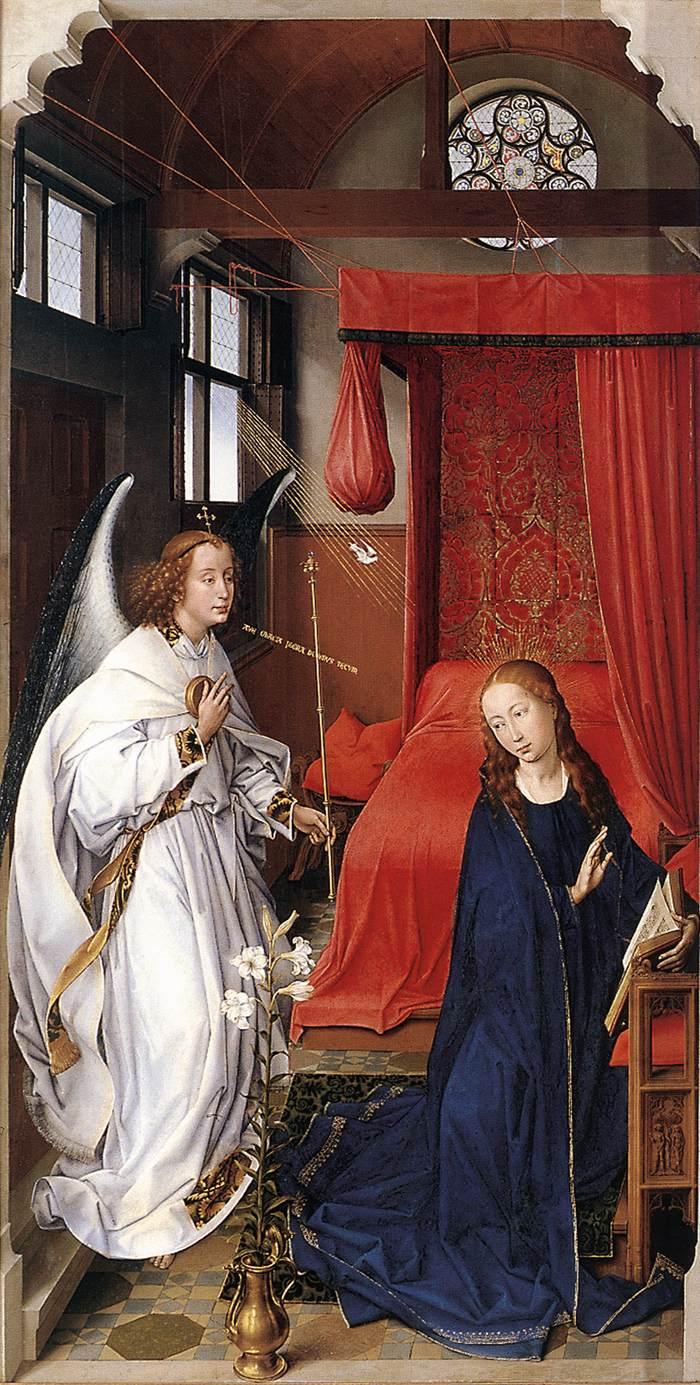
Annonciation de Marie.
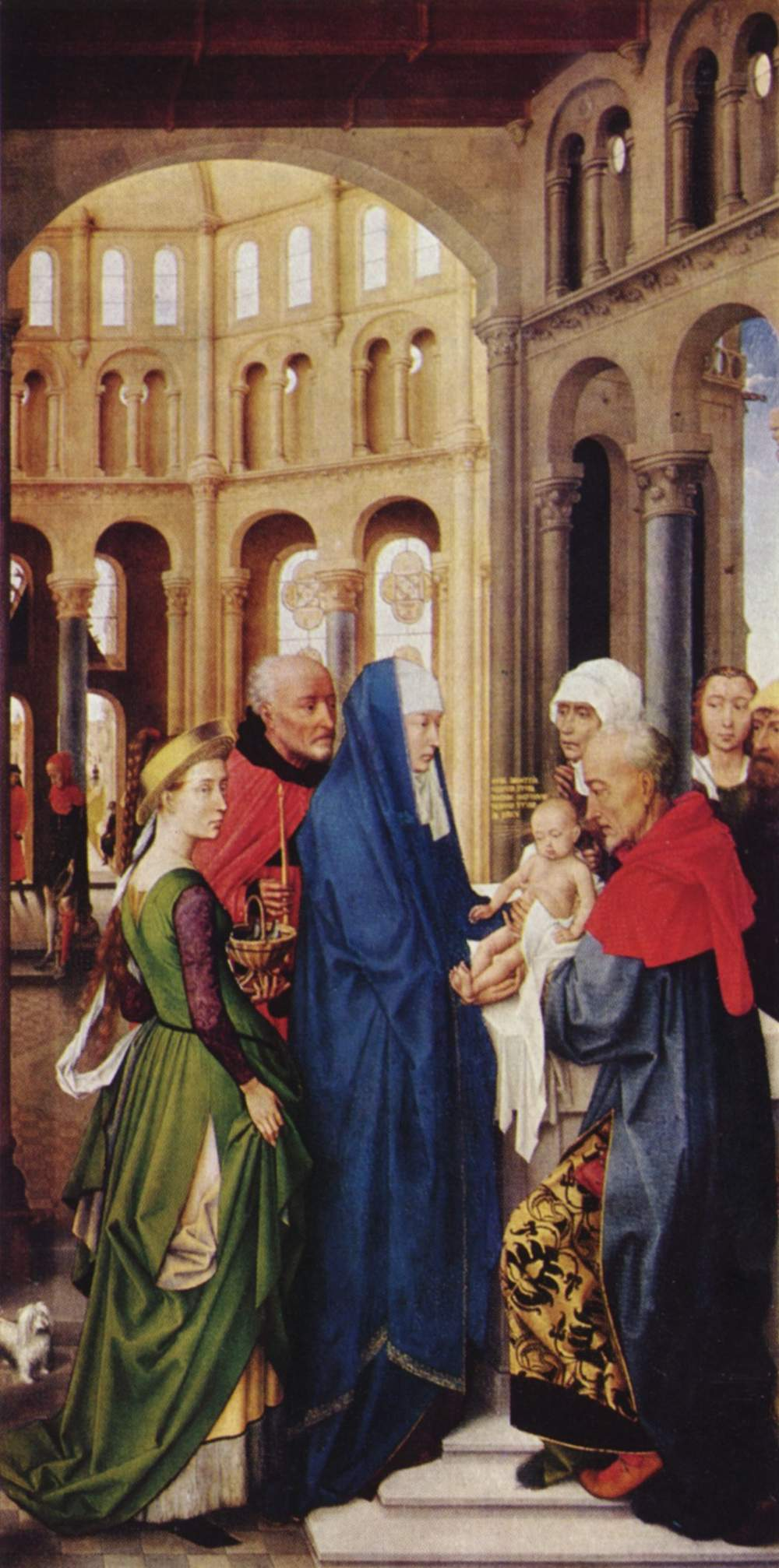
Présentation au temple avec la dame en vert.

Van der Weyden se distingue ici par sa capacité à donner au vêtement une matérialité particulière. Il donne à l'or un éclat spécial pour qu'il ait l'air réel, tout comme toutes les autres couleurs sont très claires et éclatantes. Même Johann Wolfgang von Goethe a admiré le tableau en 1814 lorsqu'il l'a vu à Heidelberg et a déclaré que tout avait été peint avec le même soin. Jusqu'en 1841, le retable était considéré comme l'œuvre de Jan van Eyck et était admiré comme tel par Goethe.
Van der Weyden a également incorporé de nombreux symboles. La croix dans la crèche fait déjà référence à la mort sacrificielle de Jésus, et la chute de l'homme est gravée dans la chaire de prière de Marie, qu'elle compense par la naissance du Christ. L'intérieur du temple est de style roman tardif et symbolise l'Ancienne Alliance, l'espace extérieur sur le panneau central est gothique et symbolise la Nouvelle Alliance.